# Jonny Flynn
Jonny William Flynn (Niagara Falls, Nueva York, 6 de febrero de 1989) es un exjugador de baloncesto estadounidense que disputó cinco temporadas como profesional, tres de ellas en la NBA. Con 1,83 metros de altura, jugaba en la posición de base.

## Trayectoria deportiva

### Universidad
Jugó durante dos temporadas con los Orangemen de la Universidad de Syracuse, en la que promedió 16,6 puntos y 6,0 asistencias por partido. En su primer partido oficial con el equipo, batió el récord de la universidad de anotación para un debutante, que hasta ese momento mantenía Carmelo Anthony, consiguiendo 28 puntos. Esa temporada conseguiría ser nombrado debutante del año de la Big East Conference.
En su segunda temporada consiguió 10 o más puntos en 36 de los 38 partidos que disputó, siendo su mejor encuentro el disputado ante Connecticut el 12 de marzo de 2009, en el cual se llegaron a producir hasta 6 prórrogas. Flynn jugó 67 de los 70 minutos posibles, consiguiendo 34 puntos y 11 asistencias, anotando 16 de 16 lanzamientos de tiros libres. Esa temporada fue finalista del Bob Cousy Award e incluido en el segundo mejor quinteto de su conferencia.
El 9 de abril de 2009 se declaró elegible para el draft de la NBA, renunciando a los dos años que le quedaban en la universidad.

### Estadísticas
| Temporada | Equipo             | P  | PTS  | REB | AST | ROB | TAP | %TC  | %3P  | %TL  | MIN  | PER |
| --------- | ------------------ | -- | ---- | --- | --- | --- | --- | ---- | ---- | ---- | ---- | --- |
| 2007-08   | Syracuse Orangemen | 35 | 15.7 | 2.7 | 5.3 | 1.5 | 0.2 | .459 | .348 | .775 | 35.5 | 2.7 |
| 2008-09   | Syracuse Orangemen | 38 | 17.4 | 2.7 | 6.7 | 1.4 | 0.2 | .460 | .317 | .786 | 37.3 | 3.4 |
| Total     | Total              | 73 | 16.6 | 2.7 | 6.0 | 1.4 | 0.2 | .460 | .303 | .782 | 36.4 | 3.0 |

### Profesional

#### NBA
Fue elegido en la sexta posición del Draft de la NBA de 2009 por Minnesota Timberwolves.
Tras dos temporadas en Minnesota, en octubre de 2011 fue traspasado junto con Donatas Motiejūnas a Houston Rockets a cambio de Brad Miller y Nikola Mirotić.
El 15 de marzo de 2012 fue traspasado a Portland Trail Blazers junto con Hasheem Thabeet y una primera ronda de draft a cambio de Marcus Camby.

#### Australia
El 5 de noviembre de 2012 firmó con los Melbourne Tigers de la National Basketball League de Australia.

#### China
En septiembre de 2013, firma con los Sichuan Blue Whales de la Chinese Basketball Association. Pero deja el equipo un mes después, tras lesionarse, y sin llegar a debutar.

#### Italia
Una vez recuperado, en agosto de 2014 firma con Orlandina Basket de Italia, de cara a la temporada 2014–15. Pero el 24 de noviembre, tras únicamente dos encuentros, rescinde contrato con el equipo italiano.

## Estadísticas de su carrera en la NBA

### Temporada regular
| Año     | Equipo    | PJ  | PT | MPP  | %TC  | %3P  | %TL  | RPP | APP | ROB | TPP | PPP  |
| ------- | --------- | --- | -- | ---- | ---- | ---- | ---- | --- | --- | --- | --- | ---- |
| 2009-10 | Minnesota | 81  | 81 | 28.9 | .417 | .358 | .826 | 2.4 | 4.4 | 1.0 | .0  | 13.5 |
| 2010-11 | Minnesota | 53  | 8  | 18.5 | .365 | .310 | .762 | 1.5 | 3.4 | .6  | .1  | 5.3  |
| 2011-12 | Houston   | 11  | 0  | 12.3 | .293 | .222 | .786 | .7  | 2.5 | .3  | .1  | 3.4  |
| 2011-12 | Portland  | 18  | 1  | 15.6 | .378 | .320 | .720 | 1.7 | 3.8 | .2  | .1  | 5.2  |
| Total   | Total     | 163 | 90 | 22.9 | .400 | .338 | .809 | 1.9 | 3.9 | .8  | .0  | 9.2  |